# Kisvárdai KC
Az Kisvárdai KC (szponzorált nevén Kisvárda Master Good SE) egy magyar női kézilabdacsapat, amely a magyar bajnokság élvonalában szerepel.

## A csapat története
1986-tól számítható a női kézilabdázás története Kisvárdán, ahol addig a férfi csapat NB II-es szereplése volt a legjobb kézilabdás szereplés. Az 1990-es évektől a női csapat, amelynek az 1986-os középiskolás csapat volt a magja, egyre jobb eredményeket ért el, 1990-től két évig az NB I/B-ben szerepelt, majd feljutott az élvonalba. Hét évig szerepelt az első osztályban a csapat, amely az 1950-es évektől szorosan együtt működött a Bessenyei György Gimnáziummal.
A Kisvárdai KC női kézilabda szakosztálya önállóan 2007-ben alakult meg, majd 2016 májusában feljutott az élvonalba, miután megnyerte az NB I/B Keleti csoportját. Újonc csapatként azzal hívta fel magára a klub a figyelmet, hogy több neves játékost is igazolt, így a világbajnok brazil balszélsőt, Samira Rochát és a többszörös magyar válogatott beállós Szabó Valériát, a szakmai stáb vezetését pedig Mátéfi Eszterre és Kovács Péterre bízták. A 2016-2017-es szezon végén 12. lett a csapat, majd egy év múlva a bajnokság hetedik helyén végzett a Kisvárda, amely a következő szezon előtt újabb neves légiósokkal erősítette meg keretét.

## A csapat és a stáb
A 2021-22-es szezon játékoskerete
| Kapusok - 88 Mátéfi Dalma - 44 Leskóczi Boglárka - 35 Darina Shulega Szélsők - 07 Udvardi Laura - 8 Mérai Maja - 11 Aleksandra Stameic0 Beállók - - 13 Dombi Luca - 31 Dombi Katalin | Átlövők, irányítók - 0 24 Siska Pálma - 14 Veronika Habakova - 17 Mészáros-Mihálffy Adrienn - 18 Natália Shavchyn - 20 Tamara Radojevics - 25 Bouti Fruzsina - 43 Termany Rita - 52 Juhász Gréta - 77 Karnik Szabina 0 |

### Szakmai stáb
| - Vezetőedző: Bakó Botond - Másodedző: Bányász-Szabó Valéria - Kapusedző: Nagy Levente - Csapatorvos: Dr. Kósa Jenő - Masszőr: Koós István, Doka István, Berényi-Szabó Emese - Sajtóreferens: Berényi Attila | - Elnök: Major Tamás |

## További információ
- Hivatalos honlap
- Kisvárdai KC a Facebookon